# Brenda Walsh

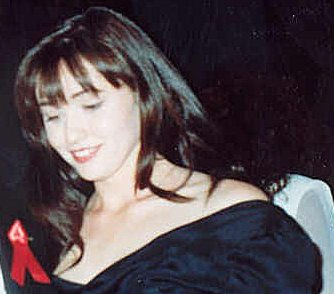
La actriz Shannen Doherty en el Governor's Ball tras la 43.ª entrega anual de los premios Emmy.

Brenda Walsh es un personaje ficticio de la serie juvenil de los años 90 Beverly Hills, 90210, interpretada por la actriz Shannen Doherty desde el año 1990 hasta el año 1994. Catorce años más tarde (2008) en la nueva versión de la serie la actriz vuelve a encarnar al personaje de forma menos recurrente y espontánea que cuando le dio vida por primera vez.

## En Minnessota
Brenda nació en un suburbio de Mineápolis, hija de Jim (Administrador) y Cindy Walsh (Ama de casa) Es melliza de Brandon Walsh (Jason Priestley) y allí paso una feliz niñez, pero después de que a su padre lo trasladaran de cargo tuvo que mudarse a la lujosa ciudad de Beverly Hills.

## En Beverly Hills
Al legar a Beverly Hills, Brenda, se sintió muy afectada pues extrañaba mucho a su hogar, amigos, escuela y familia. Fue inscrita en la preparatoria (ficticia) West Beverly Hills High School y en esta conoció a los que serían sus mejores amigos y compañeros de vivencias: Kelly Taylor (Jennie Garth), Dylan Mckay (Luke Perry), Steve Sanders (Ian Ziering), Andrea Zuckerman (Gabrielle Carteris), David Silver (Brian Austin Green) y Donna Martin (Tori Spelling). En Beverly Hills maduró, creció y vivió muchas de las experiencias más importantes en la vida de un adolescente: desde su primera relación sexual hasta la graduación.

## Amores
Brenda estuvo vinculada a 2 grandes amores en la serie:
Dylan Mckay: Este fue su primer gran amor y del que estuvo enamorada durante toda su estadía en Beverly Hills. Con él tuvo su primera relación sexual en un baile de su preparatoria y llegó a pensar estar embarazada de él, esto causó que terminaran por un tiempo su relación. Pero el punto final de ésta fue cuando él la engañó con su mejor amiga Kelly Taylor. Se reconciliaron brevemente en el último día en Beverly Hills de Brenda, cuando alegó que siempre lo había amado y que siempre lo haría. 
Stuart Carson: Fue su novio luego de romper con Dylan, su romance no duró mucho y fue muy rápido, estuvo a punto de casarse con éste pero al conocer su verdadera personalidad se dio cuenta de que a quien amaba era a Dylan.

## Mejores amistades
Las más grandes amistades que tuvo Brenda en esta serie fueron
Kelly Taylor: Fue su mejor amiga desde que se conocieron, pero al Kelly engañarla con Dylan su amistad se vio un poco más distante, pero no obstante Kelly fue muy importante en la vida de Brenda pues la acompañó en momentos muy importantes como cuando superó su miedo a las alturas.
Donna Martin: Luego de distanciarse de Kelly Brenda empezó a estar más con su otra amiga Donna, estas 2 compartieron momentos muy especiales como cuando tomaron clases de teatro juntas y estaba precisamente con ella en París cuando Dylan le estaba siendo infiel con Kelly

## Estudios
Estos fueron sus estudios en la serie:
West Beverly Hills High School: Fue la preparatoria donde empezó todo, aquí Brenda pertenecía junto con sus amigos al grupo de los populares y terminó sus estudios
California University: Fue la universidad donde Brenda inició sus estudios superiores y aquí empezó su romance con Stuart, Brenda no culminó sus estudios aquí porque se fue a estudiar teatro en Londres.

## Vivencias
Brenda tuvo muchas vivencias estando en Beverly Hills:
- Primera relación sexual con Dylan.

- Primera Mamografía.

- Asalto de laboratorios de experimentación con animales.

- Atrapada por intentar ir a México sin permiso de sus padres.

- Casi se casa en Las Vegas con Stuart.

- Primera visita al Ginecólogo.

- Suplantaba a su hermano en El Peach Pit.

- Depresión amorosa.

- Asaltada en el Peach pit.

- Documental sobre la vida de sus amigos.

- Protagonizar una obra de teatro.

## Salida de Beverly Hills
Luego de hacer un magnífico trabajo protagonizando la obra de teatro Brenda decide irse a Londres a estudiar Teatro y no regresa más a Beverly Hills hasta el 2008.

## Regreso a Beverly Hills
Luego de muchos años Brenda regresa a Beverly Hills para dirigir una obra de teatro en el colegio donde había estudiado, West Beverly Hills high. Ahí se reencontrara con la que fue su mejor amiga Kelly Taylor, quien es asesora estudiantil. Durante ese tiempo, Brenda conocerá al hijo de su novio de la secundaria, quien fuera el amor de su vida, Dylan McKay con Kelly, Sammy. Un niño de 4 años. Sin embargo no se ve a Dylan quien dice estar viajando y que no ha regresado a Beverly Hills desde la primera Navidad de su hijo. Brenda también descubre que no puede tener hijos y viaja a China para adoptar a una niña de 4 años.
- Datos: Q2567691